# Kim Jong-il
Cet article concerne l'homme d'État nord-coréen. Pour l'athlète sud-coréen, voir Kim Jong-il (athlétisme).
Pour les articles homonymes, voir Kim.
Dans ce nom coréen, le nom de famille, Kim, précède le nom personnel.
Kim Jong-il (en chosŏn'gŭl : 김정일 et en hanja : 金正日, prononcé : /kim.dzɔŋ.il/), né le 16 février 1941 ou 1942, à Viatskoïe (RSFS de Russie, URSS) et mort le 17 décembre 2011 à Pyongyang (Corée du Nord), est un homme d'État nord-coréen, dirigeant suprême de la Corée du Nord de 1994 à sa mort en 2011.
Il succède à son père, Kim Il-sung, qui a dirigé le pays entre 1948 et 1994. Appelé le « Cher dirigeant » (친애하는 지도자, chinaehaneun jidoja ; également traduit par « Dirigeant bien-aimé »), il occupe alors les fonctions de président du Comité de la défense nationale et de secrétaire général du Parti du travail de Corée. En 2010, il est listé à la 31e place des personnalités les plus puissantes au monde par le magazine Forbes.
Kim Jong-il meurt le 17 décembre 2011. Son plus jeune fils Kim Jong-un lui succède au pouvoir, maintenant la lignée du mont Paektu à la tête de la Corée du Nord. Son jour de naissance est un jour férié en Corée du Nord « fête nationale à sa mémoire ».

## Jeunesse

### Naissance et famille
Selon sa biographie officielle, Kim Jong-il est né le 16 février 1942, au mont Paektu, le point culminant de la Corée du Nord, situé à la frontière chinoise. Il a été enregistré sous le nom russifié de Youri Irsenovitch Kim (Юрий Ирсенович Ким).

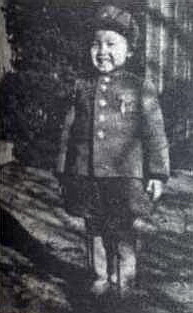
Kim Jong-il en 1947, âgé de cinq ou six ans.

Cette biographie officielle est cependant contestée par des observateurs occidentaux. Selon d'autres sources occidentales et sud-coréennes, Kim Jong-il serait né sous le nom de Youri Irsenovitch Kim le 16 février 1941 dans le petit village de Viatskoïe (ou Viatsk), un camp militaire près de Khabarovsk, en Union soviétique,. Ce double mensonge visait à éclipser l'aide capitale de l'URSS dans l'établissement du régime afin d'exalter le nationalisme coréen et imposer un écart symbolique de 30 ans, une génération, entre le « président » et son fils pour légitimer la succession dynastique. Son père Kim Il-sung était une figure importante parmi les Coréens communistes exilés, ayant le grade de commandant de bataillon dans la 88e brigade soviétique, composée de Chinois et de Coréens. Kim Jong-suk, la mère de Kim Jong-il, fut la première épouse de Kim Il-sung.

### Formation et éducation
Son père rentre à Pyongyang en septembre 1945 en tant qu'ancien dirigeant de la guérilla communiste anti-japonaise. En novembre, Kim Il-sung accompagne ses deux fils (Kim Jong-il et son frère cadet, Shura Kim, mort accidentellement noyé pendant son enfance) lors de leur retour en Corée, à bord d'un navire soviétique qui fait escale à Unggi. En 1948, Kim Jong-il entre à l'école élémentaire. Sa mère meurt en 1949.
Kim Jong-il est diplômé de l'école Namsan de Pyongyang, fréquentée notamment par les enfants des cadres communistes nord-coréens. Puis il suit des cours à la faculté d'économie politique de l'université Kim Il-sung où il obtient un diplôme en 1964 avec une thèse sur « le rôle des administrations locales dans la construction du socialisme ». Kim Jong-il reçoit également des cours d'anglais à l'université de Malte au début des années 1970, au cours de ses fréquentes vacances à Malte comme invité du Premier ministre maltais, Dom Mintoff.
Selon d'autres sources occidentales[réf. nécessaire], Kim a également été formé en république populaire de Chine, où il est éloigné de son père pour des raisons de sécurité durant la guerre de Corée.

### Ascension politique
Après l'obtention de son diplôme en 1964, Kim Jong-il commence son ascension à travers la hiérarchie du Parti du travail de Corée a partir de mars 1964, travaillant d'abord dans le département d'Organisation dans la section d'orientation culturelle et artistique, avant de devenir membre du Bureau politique du Parti en 1968 et d'être transféré au secrétariat du Premier Ministre, pour ensuite retourner au Département de la propagande. En 1969, il est nommé directeur adjoint du Département de la propagande,.
Entretemps, Kim Il-sung s'est remarié et a eu un autre fils, Kim Pyong-il. Il existe une intense rivalité entre les deux demi-frères selon des sources occidentales. Kim Pyong-il est diplomate, ayant notamment travaillé à l'ambassade de Hongrie.
En 1973, Kim Jong-il est nommé secrétaire de parti de la propagande et en 1974, il est officieusement désigné comme successeur de son père selon des observateurs occidentaux. Durant les quinze années suivantes, il occupe successivement d'autres postes, dont celui de ministre de la Culture, ou en travaillant au sein des services secrets nord-coréens en étant notamment dirigeant du Département Organisation et Orientation (de 1974 à 2011),.
La Corée du Sud a accusé Kim Jong-il d'avoir organisé en 1983 un attentat à la bombe à Rangoon, en Birmanie, qui tue dix-sept Sud-Coréens en visite officielle, dont quatre membres de cabinets ministériels, ainsi qu'un autre attentat qui cause la mort des 115 passagers du vol KAL-858 de la Korean Airlines le 29 novembre 1987. Le gouvernement nord-coréen a toujours nié toute implication dans l'attentat de Rangoon. Kim Hyon-hui, une ancienne agent nord-coréenne condamnée à mort en Corée du Sud pour l'attentat contre le vol de Korean Airlines, accuse Kim Jong-il de lui en avoir donné l'ordre.
Kim Jong-il s'est progressivement affirmé au sein du Parti du travail de Corée à partir de la septième session plénière du Comité central en septembre 1973, menant les campagnes des « Trois Révolutions ». Il apparaît pour la première fois publiquement, aux côtés de son père, comme l'un des principaux dirigeants lors du sixième congrès du Parti du travail de Corée, organisé en octobre 1980, à l'issue duquel il est nommé membre du présidium du Bureau politique, et à la Commission de Défense nationale et au secrétariat du Comité central du parti du travail de Corée.
En 1991, Kim Jong-il est nommé commandant suprême de l'Armée populaire de Corée. Le rôle important joué par l'armée en Corée du Nord explique que, selon certains observateurs occidentaux, cette fonction soit considérée comme la plus éminente parmi celles alors exercées par Kim Jong-il.
En avril 1992 il est nommé maréchal,.
En 1992, Kim Il-sung déclare publiquement que son fils était chargé des affaires intérieures nord-coréennes.
En 1993, il prend la présidence de la Commission de Défense nationale,.

## Dirigeant suprême de la Corée du Nord

### Débuts au pouvoir
La période de trois ans entre la mort de Kim Il-sung, en 1994, et la confirmation de son fils Kim Jong-il comme nouveau dirigeant suprême de la Corée du Nord, en 1997, a souvent été interprétée à l'étranger comme le signe d'une succession plus difficile que prévu. Les autorités nord-coréennes font observer qu'il s'agissait seulement de respecter la durée du deuil de trois ans qui est d'usage en Corée lors de la mort du père. Le changement de pouvoir est intervenu à une période critique pour la Corée du Nord, dans un contexte de crise nucléaire et d'aggravation des difficultés agricoles ayant conduit à une sévère pénurie alimentaire.
Déjà président du Comité de la défense nationale, qui dirige l'Armée populaire de Corée dont le rôle est prépondérant dans le pays, Kim Jong-il attend trois ans pour prendre officiellement la tête du Parti du travail de Corée. La constitution de Corée du Nord est révisée en 1998 et précise désormais que le président du Comité de la défense nationale est le « Dirigeant suprême de la république populaire démocratique de Corée ». Kim Jong-il est donc le dirigeant de fait de la république populaire démocratique de Corée, bien que, sur un plan strictement juridique, le poste de chef de l'État soit détenu par Kim Yong-nam, en tant que président de l'Assemblée populaire suprême. Le rôle de ce dernier a cependant toujours été en retrait par rapport à celui de Kim Jong-il.

### Diplomatie avec la Corée du Sud

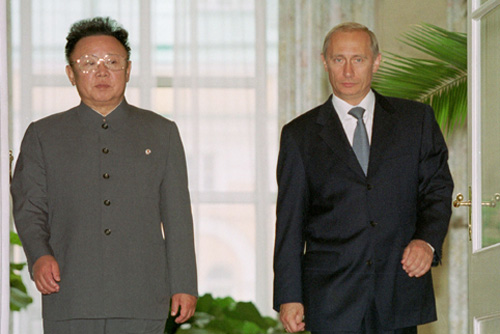
Kim Jong-il et Vladimir Poutine en 2001.

Kim Jong-il a participé à la relance du dialogue entre les deux Corées, sur la base de la déclaration conjointe Nord-Sud du 15 juin 2000, en vue d'une réunification de la Corée. À l'occasion de cette rencontre historique entre les deux dirigeants coréens à Pyongyang, Kim Dae-jung, dont le pays est officiellement en guerre avec la Corée du Nord depuis cinquante ans, l'a décrit comme « un dirigeant pragmatique avec un solide jugement » et Madeleine Albright l'a qualifié de « très décidé et doué d'un grand sens pratique », même si elle l'a également trouvé illogique lorsqu'il lui a dévoilé ses plans économiques pour la Corée du Nord.
Selon l'ancien ministre sud-coréen de l'Unification Park Song-wu, qui avait préparé le sommet intercoréen de juin 2000, Kim Jong-il souhaitait d'abord rencontrer le président américain Bill Clinton avant de venir à son tour à Séoul. Cependant, l'élection à la présidence des États-Unis de George W. Bush — et non du vice-président Al Gore, comme l'escomptait Pyongyang — aurait empêché la concrétisation de ces projets.
Lors du second sommet intercoréen au niveau des chefs d'État, organisé à Pyongyang du 2 au 4 octobre 2007, Kim Jong-il reçoit Roh Moo-hyun et les deux dirigeants signent un document commun où ils s'engagent à promouvoir la paix et la prospérité économique dans la péninsule. À cette fin, ils négocieront avec les États-Unis et la Chine la mise en place, selon les termes de la déclaration conjointe du 4 octobre, d'« un système de paix permanent » qui remplacerait l'actuelle situation d'armistice, laquelle prévaut toujours dans la péninsule depuis la fin de guerre de Corée en 1953.

### Politique et constitution
L'accession de Kim Jong-il aux fonctions de principal dirigeant de la république populaire démocratique de Corée s'est traduite par une modification des équilibres institutionnels lors de la révision constitutionnelle de 1998 :
- les pouvoirs du Comité central, prépondérants dans le système institutionnel issu de la Constitution de 1972, ont diminué au profit du Comité de la défense nationale, présidé par le dirigeant Kim Jong-il, qui définit les priorités militaires, économiques et politiques ;
- le président du præsidium de l'Assemblée populaire suprême exerce les fonctions de chef de l'État ;
- un cabinet des ministres remplace le Conseil administratif, parallèlement à un renforcement de l'autonomie des autorités locales.

En outre, la transition politique a conduit à une certaine libéralisation politique :

« [La] transition politique s'est accompagnée d'une « décompression » politique graduelle, qui se manifeste par un semblant de glasnost dans les médias nord-coréens, en particulier pour la couverture des événements extérieurs, le recours à une langue non orthodoxe dans le compte rendu des nouvelles, quelques réhabilitations politiques sans précédent, ainsi qu'une transparence inhabituelle dans les processus de prises de décision gouvernementale et les modes de pensée. »

Sur le plan théorique, Kim Jong-il a créé et développé la politique de Songun, présentée pour la première fois officiellement le 20 octobre 1998, qui accorde la priorité au renforcement de l'armée dans la construction du socialisme nord-coréen.

### Politique économique
Sur le plan intérieur, Kim Jong-il a initié des mesures d'ouverture économique, marquées par la libéralisation des prix et des salaires en 2002 et l'ouverture de zones économiques spéciales accueillant les investissements étrangers.
De 1995 à 1999, la Corée du Nord a traversé une période de pénurie alimentaire ayant entraîné de 200 000 morts (chiffre officiel) à deux millions de morts (plusieurs ONG ont choisi de se retirer de Corée du Nord en estimant que l'aide n'arrivait pas aux populations qui en avait le plus besoin mais bénéficiait d'abord à l'armée et aux cadres dirigeants,).
On prête également à Kim Jong-il l'établissement d'une organisation gouvernementale secrète nommée Division 39 dont le but semble uniquement consister en l'alimentation de la caisse noire du président.

### Programme nucléaire
Depuis la fin des années 1980, la Corée du Nord est accusée de mener un programme nucléaire clandestin. Début 1993, la Corée du Nord annonce son retrait du traité sur la non-prolifération des armes nucléaires et une crise diplomatique s'engage résolue par l'accord-cadre de 1994. La décision du président George W. Bush de désigner la Corée du Nord comme un « État voyou » et de consolider l’embargo, en 2002-2003, pousse Kim Jong-il à réactiver le programme nucléaire.
Après plusieurs cycles de négociations comprenant la Corée du Sud, le Japon, les États-Unis, la Russie et la Chine, la Corée du Nord a plus ou moins montré des signes d'apaisement dans sa volonté d'acquérir l'arme nucléaire. Mais finalement, elle procède à un essai nucléaire le 9 octobre 2006 et à un second, plus puissant et sans ambigüité sur sa nature, le 25 mai 2009,.
La poursuite de ce programme par Kim Jong-il est un sujet d'inquiétude pour la communauté internationale, d'autant plus que la Corée du Nord développe un programme de missiles balistiques pouvant servir de vecteur à l'arme nucléaire.

### Mort, deuil et funérailles
Le 17 décembre 2011, à l'aube, alors qu'il voyage dans son train personnel d'après les médias nord-coréens, Kim Jong-il meurt à l'âge de 70 ans.
L'Agence centrale de presse nord-coréenne (KCNA), officielle, a précisé que le chef de l'État nord-coréen « a succombé à un grand épuisement mental et physique » et que sa mort est survenue à la suite d'un « infarctus du myocarde sévère, en d'autres mots, d'une crise cardiaque ». L'annonce au peuple est assurée par Ri Chun-hee, présentatrice vedette de la télévision nord-coréenne, rappelée de sa retraite pour l'occasion.
Son fils Kim Jong-un a été désigné pour prendre sa succession, ont annoncé lundi 19 décembre 2011 les médias officiels du régime communiste. Kim Jong-il « laisse à son fils une économie moribonde dans un pays marqué par une famine meurtrière et de graves pénuries alimentaires à répétition », selon l'Agence France-Presse. De nombreuses scènes d'hystérie collective, où la population pleure la mort de son chef, sans qu'il soit possible de dire si ces pleurs sont sincères ou non,, sont montrées par l'Agence nationale de presse coréenne et reprises en boucle.
Cependant, le président des services de renseignement sud-coréens (le NIS) assure que le train où serait mort Kim Jong-il était en fait à l’arrêt dans la gare de Yongsong à Pyongyang le samedi 17 décembre 2011 à 8 h 30. De plus, le train était également à l’arrêt le vendredi et tout le samedi remettant ainsi en cause la version officielle des faits. De plus, Lee Yun-keol, un ancien garde du corps du dictateur qui a fait défection au sud, a affirmé que Kim Jong-il était en fait mort le vendredi 16 décembre vers 20 h dans l'une de ses luxueuses résidences. Le NIS a affirmé par ailleurs que le dirigeant nord-coréen ne se mettait plus au travail aussi tôt depuis son attaque cérébrale en août 2008.
Le corps de Kim Jong-il est exposé au palais du Soleil Kumsusan, là où repose son père Kim Il-sung, dès le 20 décembre, c'est-à-dire le jour suivant l'annonce de sa mort. Kim Jong-un, son fils, lui a rendu hommage aux côtés de plusieurs dirigeants du régime, puis présidé ses funérailles le 28 décembre.
À l'annonce de la mort de Kim Jong-il, la république populaire de Chine, la fédération de Russie et le Japon présentent leurs condoléances. Ils sont suivis par la Corée du Sud qui refuse cependant d'envoyer une délégation officielle aux funérailles de Kim Jong-il même si elle autorise plusieurs Sud-Coréens dont l'épouse du défunt Kim Dae-jung et l'ancien président de Hyundai à se rendre aux funérailles. Kim Jong-il est ensuite proclamé « Secrétaire général éternel » du Parti du travail de Corée. Le 8 janvier 2012, il est proclamé « dirigeant éternel » par Kim Jong-un. Le 16 février 2012, il est fait daewonsu.

## Controverses

### Non-respect des Droits de l'Homme
Selon un rapport de Human Rights Watch de 2004, le gouvernement nord-coréen est parmi les gouvernements les plus répressifs au monde, ayant plus de 200 000 prisonniers politiques selon les autorités américaines et sud-coréennes, sans libertés pour la presse ou de liberté de cultes, d'opposition politique et où le droit à l'éducation diffère selon le sexe. « Tous les aspects politiques, sociaux et de la vie économiques sont contrôlés par l'État ».
Le gouvernement de Kim Jong-il est accusé de crimes contre l'humanité pour avoir favorisé et prolongé la famine de 1990.

### Culte de la personnalité

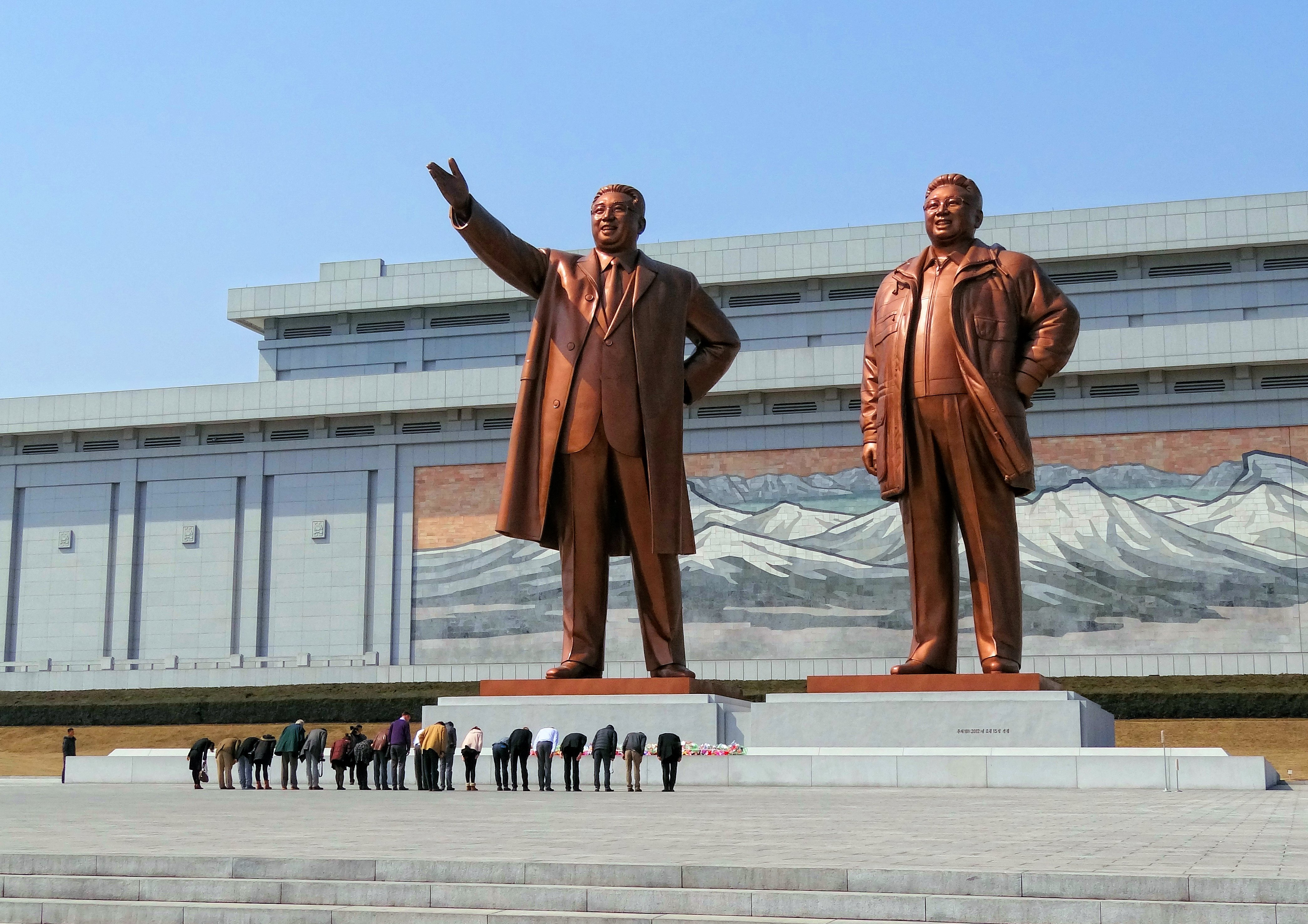
Visiteurs s'inclinant devant les statues de Kim Il-sung et Kim Jong-il sur la place de Mansudae (Pyongyang).

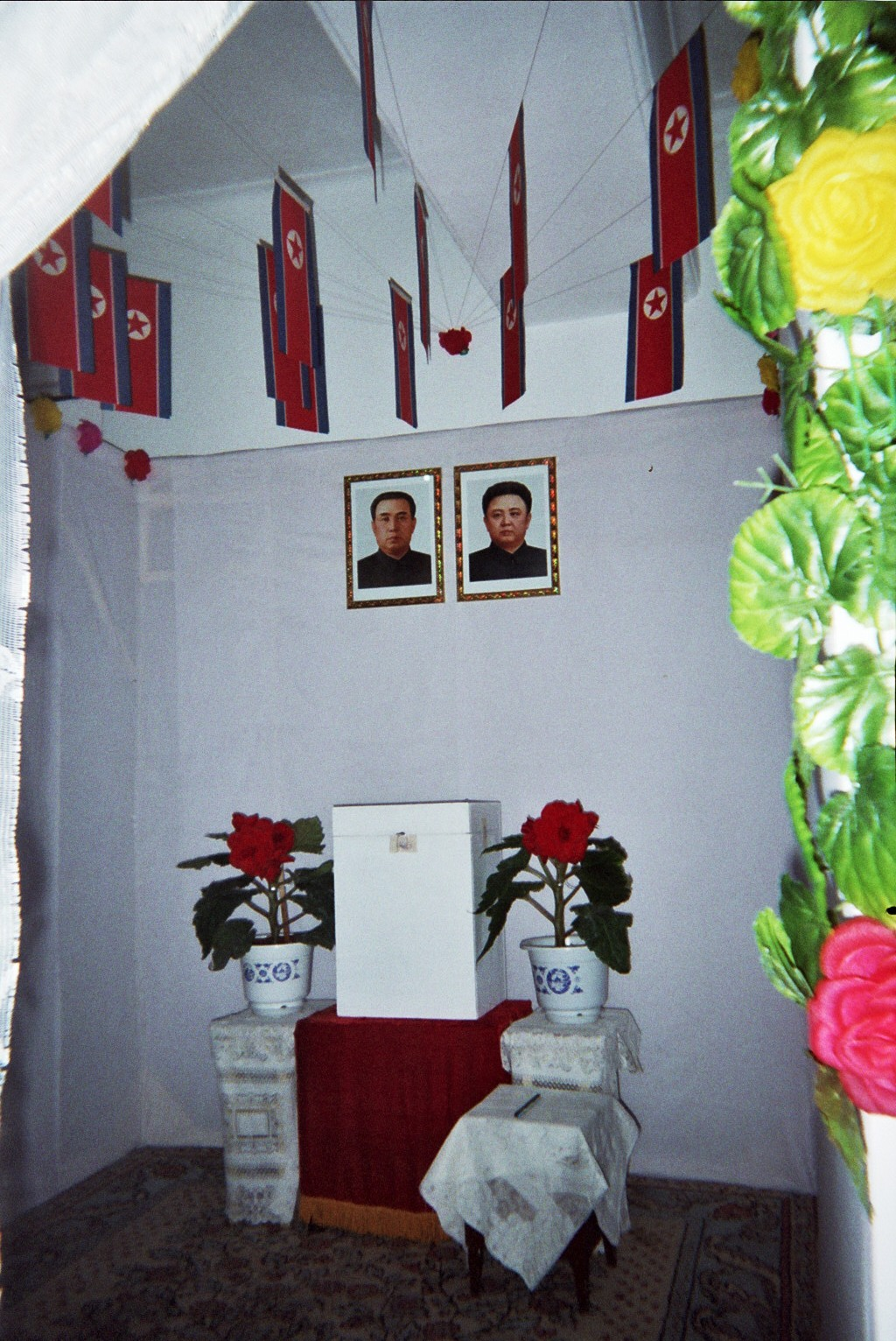
Des drapeaux nationaux pendent dans un isoloir nord-coréen contenant les portraits de Kim Il-sung et Kim Jong-il, et en dessous, l'urne électorale. Celle-ci est entourée de deux fleurs rouges, des kimjongilias, une variété de bégonias développée en l'honneur du « Cher Leader » (août 2007).

Tout comme son père, la personne de Kim Jong-il est entourée d'un culte de la personnalité particulièrement poussé : monuments, défilés, portraits et badges,. Ses anniversaires donnent en général lieu à des célébrations somptueuses. En 2002, la BBC note que 10 000 jeunes ont participé à un vaste spectacle afin de lui souhaiter un bon anniversaire. Cependant, en 2004, Kim Jong-il fit soudainement enlever tous ses portraits de la rue, ne laissant que ceux de son père, Kim Il-sung.
D'après d’anciens journalistes réfugiés, les étudiants de l'école de journalisme apprendraient à placer les articles concernant Kim Jong-il avant toute autre information et à écrire des textes flatteurs concernant Kim Jong-il, tout en suivant régulièrement des stages de mise à niveau en « grandes réalisations de Kim Jong-il et Kim Il-sung ». D'ailleurs, à titre d’exemple, toutes les universités du pays comptent un département dédié à Kim Jong-il, tandis que les programmes scolaires du primaire et du secondaire contiennent des leçons sur son enfance, rapportant des faits souvent inventés de toutes pièces. Dès leur plus jeune âge, les écoliers nord-coréens doivent s'incliner tous les matins devant les portraits de ces deux représentants avant d'aller en cours.
Sa biographie officielle diffère sur plusieurs points des biographies des observateurs occidentaux. Ainsi, on prétend qu'il serait né dans un « milyong » (camp secret) sur le mont Paektu, montagne sacrée et point culminant de la péninsule coréenne, le 16 février 1942 (tandis que le monde occidental fixe sa naissance un an plus tôt en Sibérie). La légende officielle raconte que ce jour-là, un grand glacier du mont Paektu aurait émis un son mystérieux, pour ensuite se briser et laisser échapper un double arc-en-ciel, puis serait apparue la plus haute étoile dans le ciel. Depuis, ce « camp secret » est considéré comme une terre sacrée que le peuple est encouragé à visiter tous les ans.
On prétend également, qu’à l'âge de 4 ans, Kim Jong-il aurait renversé un pot d'encre sur une carte du Japon. Un ouragan aurait foudroyé cet endroit précis quelques jours plus tard.
Toujours selon sa biographie officielle, il marcherait déjà depuis l'âge de trois semaines, et il aurait commencé à parler à l'âge de huit semaines. Durant son éducation à l'université Kim Il-sung, il aurait écrit pas moins de 1 500 livres. Petit, il aurait été un mécanicien hors pair, un stratège génial, il surpassait les autres enfants par ses questions incisives et n'avait jamais l'air fatigué, bien qu'il aurait accompli plusieurs fois plus de travail que les autres. Kim Jong-il, dès son premier essai au golf, en 1994, aurait fait un score énorme, dont cinq trous-en-un, ce qui serait un record mondial. Le défunt dirigeant aurait aussi écrit six opéras en deux ans, chacun d'eux mieux que tout autre opéra de l'histoire de la musique. Selon le journal nord-coréen Minju JoSon, il serait aussi l'inventeur du hamburger.
Le kimjongilia est une variété de bégonia, ainsi dénommée en référence à Kim Jong-il.

### Train de vie
Des observateurs notent les goûts de luxe et le train de vie fastueux du « Cher Guide ». De 1989 à 1999, Kim Jong-il aurait commandé, selon ABC, entre 650 000 $ et 800 000 $ d'alcools et de vins fins par an.
Bien que Kim aime les divertissements occidentaux, selon un ancien garde du corps Lee Young-kuk, il refuse de consommer de la nourriture ou des boissons produites hors de Corée du Nord, à l'exception des vins français (il possédait une cave de 10 000 bouteilles),. Mais il semblerait que Kim Jong-il a aussi, selon des réfugiés, un goût pour les mets fins, que ses chefs étrangers vont acheter directement hors du pays, que ce soit au Japon, en Chine ou en Europe. Ce luxe bénéficierait également à ses quatre troupes de danse composées exclusivement de jeunes femmes, ayant toutes la peau claire et un bel aspect. Konstantin Poulikovsky, un émissaire russe ayant voyagé avec Kim dans son train personnel entre la Corée du Nord et la Chine, rapporte qu'il dînait avec des baguettes en argent, de homards frais apportés chaque jour par hélicoptère. Par ailleurs, son ancien cuisinier personnel, Kenji Fujimoto, avait pour instruction d'acheter parfois des fruits en provenance de Malaisie, des mangues et des papayes de Thaïlande, du porc du Danemark, du caviar en Iran et Ouzbékistan, de l'oursin plat à Hokkaidō et du cognac Hennessy XO en France,.
En l'absence de toute source extérieure aux informations officielles, le Washington Post estime cependant que les éléments du train de vie prêté à Kim Jong-il relèvent de rumeurs parfois aussi extravagantes que sa mythologie officielle, même s'il reconnaît également que la réalité est tout aussi étrange que ce qu'on a rapporté.
Il était par ailleurs un grand amateur de cinéma, il possédait une collection de 20 000 vidéos. Il était fan de cinéma d'action, principalement occidental. Il était fan de la série des James Bond, des Rambo et de John Wayne. Il vouait un culte à Elizabeth Taylor. La disparition en 1978 du réalisateur sud-coréen Shin Sang-ok et de son ancienne épouse, l'actrice Choi Eun-hee, réapparus ensuite à Pyongyang où ils ont contribué au développement du cinéma nord-coréen, aurait été le résultat d'un enlèvement sur ordre de Kim Jong-il, avant qu'ils n'obtiennent l'asile politique lors d'un déplacement en Europe. Kim Jong-il aurait voulu faire réaliser un film dans la tradition des films asiatiques de grands monstres à la Godzilla. Ce « chef-d'œuvre » en question est Pulgasari qui devait être une grande saga socialiste. En 1985, Le réalisateur et sa femme parviennent à s'enfuir lors d'une tournée en Autriche alors que le film n'était pas achevé. Pour terminer le film, le dictateur a fait recruter des techniciens ayant travaillé sur Godzilla. Les conditions dans lesquelles Shin et Choi ont rejoint la Corée du Nord sont cependant controversées car cette version des faits est celle donnée par eux-mêmes après leur retour au sud.

### Finances
Selon le Sunday Telegraph, Kim avait quatre milliards de dollars américains en dépôts dans des banques européennes au cas où il aurait eu besoin de fuir la Corée du Nord. Le Sunday Telegraph rapporte que la plupart de cet argent se trouverait dans des banques au Luxembourg.

## Santé
Kim Jong-il fut absent lors des cérémonies du 60e anniversaire de la fondation de la république populaire démocratique de Corée le 9 septembre 2008. Cette absence entraîna de nombreuses spéculations sur son état de santé.
Selon « un responsable des services du renseignement américain, sous couvert d'anonymat », Kim Jong-il « pourrait avoir été victime d'une attaque cérébrale [...] au cours des dernières semaines ». D'autres spécialistes prétendent qu'il est mort. Les services de renseignement sud-coréens considèrent que Kim Jong-il a subi une attaque mais qu'il s'en remettra probablement et qu'il peut encore diriger le pays. Un diplomate nord-coréen a nié que Kim fût sérieusement malade.
Début octobre, Kim Jong-il assista à un match de football. Le 28 octobre, le Premier ministre japonais Tarō Asō affirma que Kim était probablement à l'hôpital.
Le 9 avril 2009, il présida la séance inaugurale de l'Assemblée populaire suprême à Pyongyang, faisant ainsi sa première grande apparition publique depuis que circulaient des rumeurs persistantes sur son état de santé.
Kim Jong-il aurait souffert d'un cancer du pancréas, diagnostiqué en août 2008 au même moment que son accident vasculaire cérébral. Le 8 juillet 2009, il apparut amaigri lors d'une cérémonie à la mémoire de son père Kim Il-sung.
Début mai 2010, des journalistes photographièrent Kim Jong-Il en Chine et rapportèrent que l'hémorragie cérébrale lui aurait laissé un bras inerte et une jambe boiteuse.
Kim Jong-il est mort d'une crise cardiaque le 17 décembre 2011. En Corée du Nord, on répète au peuple que le dirigeant a « succombé à un grand épuisement mental et physique », « un surmenage pour sa patrie ».

## Vie privée

### Famille
Kim Jong-il a quatre filles et trois fils : Hye-gyong (ou Hye-kyung, née en 1968), Jong-nam (1971-2017), Sul-song (née en 1974), Chun-song (née en 1976), Jong-chol (né en 1981), Yo-jong (née en 1987) et Jong-un (né en 1984). C'est ce dernier qui a pris sa succession.
Sa dernière maîtresse est, à partir de 2004, Kim Ok, diplômée de piano de l'université de Pyongyang. Kim Jong-il a été marié à deux femmes. Sa première épouse, Hong Il-chon, fut son épouse de 1966 à 1969. Sa seconde épouse, Kim Young-sook, fut son épouse officielle de 1974 à 2011 et occupa de jure le rôle de Première dame de Corée du Nord de 1994 à 2011, mais ils étaient séparés depuis plusieurs années. Durant sa vie, il a d'autres concubines. La plus ancienne, de 1968 à 2002, Song Hye-rim, ancienne actrice, est morte d'une maladie cardiaque à Moscou en 2002. Sa seconde concubine, de 1977 à 2004, Ko Yong-hui, ancienne danseuse, est morte d'un cancer du sein, à l'Institut Curie (Paris 5e), ou bien à l'Institut Gustave-Roussy de Villejuif (Val-de-Marne), en 2004.

### Personnalité
Comme son père, Kim Jong-il est victime d'aviophobie. C'est pour cette raison qu'il ne se déplace qu'à bord de son train blindé spécialement aménagé pour son confort personnel.
Des psychologues se sont intéressés à l'étude de la personnalité des dictateurs. La personnalité de Kim Jong-il a fait l'objet de plusieurs études. L'étude, compilée de Frederick L. Coolidge et Daniel L. Segal (avec l'aide d'un psychiatre sud-coréen considéré comme un expert en ce qui concerne le comportement de Kim Jong-il) conclut que les caractéristiques des désordres de la personnalité, appelées « big six » et partagées par les dictateurs Adolf Hitler, Joseph Staline et Saddam Hussein (sadisme, paranoïa, comportement anti-social, narcissisme, trouble de la personnalité schizoïde et de trouble de la personnalité schizotypique), se retrouvent également chez Kim Jong-il. Il se rapprocherait le plus des personnalités de Saddam Hussein et d'Adolf Hitler.

## Prix et reconnaissances
- Grand-croix de l'Ordre de national du Mérite de la république de Guinée

## Dans la culture populaire
Dans un épisode de la série Les Simpson, on apprend dans un reportage télévisé que Kim Jong-il a envoyé des missiles nucléaires depuis la Corée du Nord.
De nombreuses références ironiques sont faites à propos de Kim Jong-il et de la Corée du Nord à partir de la saison 5 de la série 30 Rock.
Kim Jong-il est l’ennemi que combat la Team America dans Team America, police du monde.
Le film sud-coréen The Spy Gone North sorti en 2018 met également en scène Kim Jong-il.
Les deux rappeurs Ninho et Niro ont donné le nom de Kim Jong-il à l’une de leurs collaboration sur la mixtape Game Over 2.